# هندسة البيانات
هندسة البيانات (بالإنجليزية: Data engineering)‏ عملية تطوير وتطبيق، ومتابعة وصيانة الأنظمة والعمليات التي تقوم بأخذ البيانات في صورتها المجردة لإنتاج معلومات مفيدة ذات جودة وموثوقية وذات اتساق لتوفير الدعم للأمور التي تتطلب البيانات، مثل تحليل البيانات وتعلم الآلة.
تعد هندسة البيانات نقطة التقاء بين جوانب الأمن وإدارة البيانات وDevOps وهيكلة البيانات، والأتمتة (توزيع أوركسترالي) وهندسة البرمجيات. حيث تقوم هندسة البيانات بإدارة مجموعة عمليات تبدأ أولًا بجمع البيانات من مصادر متعددة ومختلفة، وتنتهي بتوفير هذه البيانات بشكل قابل للإستعمال في باقي الحالات التي تستدعي وجود مصدر للبيانات مثل تحليل البيانات وتعلم الآلة.

## أنظر أيضًا
- مهندس بيانات